# سباستيان روسي
سباستيان روسي (بالإسبانية: Sebastián Rossi) هو راكب الكنو أرجنتيني، ولد في 12 فبراير 1992.

## وصلات خارجية
- سباستيان روسي على موقع الاتحاد الدولي للكانو (الإنجليزية)
- سباستيان روسي على موقع اللجنة الأولمبية الدولية (الإنجليزية)
- سباستيان روسي على موقع أوليمبيديا (الإنجليزية)
- سباستيان روسي على موقع اللجنة الأولمبية الأرجنتينية (الإسبانية)
- سباستيان روسي على موقع اللجنة الأولمبية الأرجنتينية (الإسبانية)